# Posłowie na Sejm Polskiej Rzeczypospolitej Ludowej V kadencji
Posłowie na Sejm Polskiej Rzeczypospolitej Ludowej V kadencji zostali wybrani podczas wyborów parlamentarnych, które odbyły się w dniu 1 czerwca 1969.
Pierwsze posiedzenie odbyło się 27 czerwca 1969, a ostatnie, 18. – 21 i 22 grudnia 1971. Kadencja Sejmu trwała od 1 czerwca 1969 do 15 lutego 1972. Pierwotnie miała upłynąć 1 czerwca 1973, jednak została skrócona na mocy Ustawy Konstytucyjnej z dnia 22 grudnia 1971 r. o upływie kadencji Sejmu Polskiej Rzeczypospolitej Ludowej.
Kluby i koła na pierwszym posiedzeniu Sejmu V kadencji i stan na koniec kadencji.
| \| Ugrupowanie polityczne[a] \| Ugrupowanie polityczne[a] \| VI 1969 \| II 1972 \| +/– \| \| ------------------------- \| ---------------------------------------- \| ------- \| ------- \| --- \| \| \| Polska Zjednoczona Partia Robotnicza \| 255 \| 254 \| 1 \| \| \| Zjednoczone Stronnictwo Ludowe \| 117 \| 116 \| 1 \| \| \| Stronnictwo Demokratyczne \| 39 \| 39 \| \| \| \| Stowarzyszenie „Pax” \| 5 \| 5 \| \| \| \| Znak \| 5 \| 5 \| \| \| \| Chrześcijańskie Stowarzyszenie Społeczne \| 2 \| 2 \| \| \| \| Niestowarzyszeni[b] \| 37 \| 37 \| \| \| Razem \| Razem \| 460 \| 458 \| 458 \| | Podział 460 mandatów: PZPR: 255 ZSL: 117 SD: 39 Pozostali: 49 |         |         |     |
| Ugrupowanie polityczne | Ugrupowanie polityczne                                        | VI 1969 | II 1972 | +/– |
| | Polska Zjednoczona Partia Robotnicza                          | 255     | 254     | 1   |
| | Zjednoczone Stronnictwo Ludowe                                | 117     | 116     | 1   |
| | Stronnictwo Demokratyczne                                     | 39      | 39      |     |
| | Stowarzyszenie „Pax”                                          | 5       | 5       |     |
| | Znak                                                          | 5       | 5       |     |
| | Chrześcijańskie Stowarzyszenie Społeczne                      | 2       | 2       |     |
| | Niestowarzyszeni                                              | 37      | 37      |     |
| Razem | Razem                                                         | 460     | 458     | 458 |

## Prezydium Sejmu V kadencji
| Poseł                                                               | Poseł                 | Funkcja             | Klub                                        | Czas pełnienia funkcji | Czas pełnienia funkcji | Czas pełnienia funkcji |
| Poseł                                                               | Poseł                 | Funkcja             | Klub                                        | Od                     | Do                     |                        |
| ------------------------------------------------------------------- | --------------------- | ------------------- | ------------------------------------------- | ---------------------- | ---------------------- | ---------------------- |
|                                                                     | Jarosław Iwaszkiewicz | Marszałek senior    | Bezpartyjny                                 | 27 czerwca 1969(dts)   | 27 czerwca 1969(dts)   |                        |
| Marszałek senior przewodniczy obradom Sejmu przed wyborem Prezydium |                       |                     |                                             |                        |                        |                        |
|                                                                     | Czesław Wycech        | Marszałek Sejmu     | KP Zjednoczonego Stronnictwa Ludowego       | 27 czerwca 1969(dts)   | 13 lutego 1971(dts)    |                        |
|                                                                     | Zenon Kliszko         | Wicemarszałek Sejmu | KP Polskiej Zjednoczonej Partii Robotniczej | 27 czerwca 1969(dts)   | 13 lutego 1971(dts)    |                        |
|                                                                     | Jan Wende             | Wicemarszałek Sejmu | KP Stronnictwa Demokratycznego              | 27 czerwca 1969(dts)   | 28 kwietnia 1971(dts)  |                        |
|                                                                     | Andrzej Werblan       | Wicemarszałek Sejmu | KP Polskiej Zjednoczonej Partii Robotniczej | 13 lutego 1971(dts)    | 15 lutego 1972(dts)    |                        |
|                                                                     | Halina Skibniewska    | Wicemarszałek Sejmu | Bezpartyjna                                 | 13 lutego 1971(dts)    | 15 lutego 1972(dts)    |                        |
|                                                                     | Dyzma Gałaj           | Marszałek Sejmu     | KP Zjednoczonego Stronnictwa Ludowego       | 13 lutego 1971(dts)    | 15 lutego 1972(dts)    |                        |
|                                                                     | Andrzej Benesz        | Wicemarszałek Sejmu | KP Stronnictwa Demokratycznego              | 28 kwietnia 1971(dts)  | 15 lutego 1972(dts)    |                        |

## Przynależność klubowa

### Stan na koniec kadencji
Posłowie V kadencji zrzeszeni byli w następujących klubach i kołach poselskich:
- Klub Poselski Polskiej Zjednoczonej Partii Robotniczej – 254 posłów, przewodniczący klubu Józef Tejchma[10][11],
- Klub Poselski Zjednoczonego Stronnictwa Ludowego – 116 posłów, przewodniczący klubu Edward Duda[12][11],
- Klub Poselski Stronnictwa Demokratycznego – 39 posłów, przewodniczący klubu Michał Grendys[13][11],
- Koło Poselskie PAX – 5 posłów, przewodniczący koła Bolesław Piasecki[11],
- Koło Poselskie Znak – 5 posłów, przewodniczący koła Stanisław Stomma[11],
- Koło Posłów Chrześcijańskiego Stowarzyszenia Społecznego – 2 posłów, przewodniczący koła Zygmunt Filipowicz[11],
- Posłowie bezpartyjni – 37 posłów[11].

| Klub Poselski Polskiej Zjednoczonej Partii Robotniczej | Klub Poselski Polskiej Zjednoczonej Partii Robotniczej | Klub Poselski Polskiej Zjednoczonej Partii Robotniczej | Klub Poselski Polskiej Zjednoczonej Partii Robotniczej |
| --- | --- | --- | --- |
| | | | |
| - Michał Adamiec - Witold Adamuszek - Maria Augustyn - Edward Babiuch - Zdzisław Balicki - Irena Baran - Kazimierz Barcikowski - Ryszard Bartosiewicz - Józef Bezler - Tadeusz Białkowski - Mieczysław Blachura - Franciszek Blinowski - Franciszek Błachut - Roman Bławat - Antoni Bogucki - Franciszek Bogus - Zyta Borkowska - Andrzej Borodzik - Sabina Boroń - Zbigniew Bortnowski - Aleksander Brach - Władysław Budzik - Leon Budzynowski - Władysław Bykowski - Bronisław Cieniewski - Józef Cyrankiewicz - Krystyna Czechowska - Bohdan Czeszko - Stanisław Czudowski - Antoni Daniel - Paweł Dąbek - Konstanty Dąbrowski - Józef Dechnik - Henryk Dembowski - Czesław Domagała - Jerzy Domiński - Maria Dormowicz - Jan Dubis - Czesław Dusza - Józef Frąszczak - Stanisław Furgał - Jan Gaczyński - Maria Gajecka - Mieczysław Gajewski - Piotr Gajewski - Piotr Gębka - Edward Gierek - Władysław Gomułka - Artur Górski - Edward Graliński - Adam Granica - Bolesław Gregorek - Eugeniusz Grochal - Zdzisław Grudzień - Stefania Gruszecka - Maria Grzelka - Józef Gut - Tadeusz Gutowski - Władysław Guzek - Ryszard Hajduk - Henryk Hałas - Mieczysław Hebda - Henryk Heliński - Zygmunt Huszcza | - Zygmunt Hutek - Tadeusz Iskra - Bolesław Iwaszkiewicz - Henryk Jabłoński - Mieczysław Jagielski - Jan Janczura - Tadeusz Janczyk - Władysław Janik - Ludwik Jarosik - Witold Jarosiński - Piotr Jaroszewicz - Wojciech Jaruzelski - Julian Jastrzębski - Bolesław Jaszczuk - Stanisław Jędras - Stefan Jędrychowski - Stefan Jędryszczak - Stanisław Juchnicki - Mieczysław Kaczor - Jan Kalita - Bronisław Kałwak - Czesław Kapczyński - Halina Karpińska - Maria Kasperek - Witold Kasperski - Bronisław Kawałek - Władysław Kądziołka - Józef Kępa - Jerzy Kępiński - Stanisława Kirsch - Władysław Klamra - Jan Klecha - Zenon Kliszko - Stanisław Kociołek - Jan Kołder - Alina Kołodziejczyk - Henryk Korotyński - Stanisław Kowalczyk - Stanisław Kowalski - Władysław Kozdra - Wincenty Kraśko - Władysław Kruczek - Zdzisław Krysiak - Stanisław Kujda - Jan Kulas - Stanisław Kulba - Józef Kulesza - Antoni Kuligowski - Kazimierz Kuraś - Zdzisław Kurowski - Władysław Kuszyk - Stanisław Kuziński - Zdzisław Kwieciński - Irena Lewandowska - Edmund Lewandowski - Ignacy Loga-Sowiński - Józef Łach - Witold Łasisz - Arkadiusz Łaszewicz - Igor Łopatyński - Witold Łukaszewicz - Władysław Machejek - Józef Macichowski - Władysław Maciejczyk | - Jarema Maciszewski - Józef Majchrzak - Jerzy Majewski - Juliusz Malewski - Marian Maliszewski - Władysław Marszalik - Władysław Marzec - Stanisław Matusiak - Edmund Matyjas - Piotr Mazelon - Eugeniusz Mazurkiewicz - Tadeusz Michałek - Bronisław Miczajka - Eugenia Mikłaszewicz - Maria Milczarek - Marian Miśkiewicz - Jan Mitręga - Mieczysław Moczar - Stefan Modzelewski - Stanisław Mojkowski - Lucjan Motyka - Jan Mroczek - Jerzy Muszyński - Józef Nagórzański - Barbara Natorska - Zdzisław Nowak - Zenon Nowak - Piotr Nowakowski - Maria Nowicka - Stanisław Nowiński - Wiktor Obolewicz - Jerzy Ociepka - Hubert Okwieka - Jerzy Olszewski - Stefan Olszowski - Wiesław Onysk - Leszek Oracki - Bronisław Ostapczuk - Mirosław Ostręga - Irena Paryzek - Stefan Pastusiak - Zdzisław Pawlik - Walenty Pecyna - Edmund Pędziwiatr - Edmund Pieńko - Władysław Piłatowski - Józef Pińkowski - Marian Plebankiewicz - Tadeusz Pławski - Stanisław Poczęsny - Henryk Pohl - Jan Polski - Mieczysław Połeć - Władysław Popiołek - Ryszard Pospieszyński - Alfred Potoczek - Kazimierz Prusiński - Jerzy Pryma - Władysław Puch - Jan Raczkowski - Zbigniew Resich - Mieczysław Róg-Świostek - Tadeusz Rudolf - Henryk Rutkowski | - Jan Sawicki - Henryk Sierka - Jan Słobodzian - Dionizy Smoleński - Włodzimierz Sokorski - Michał Specjał - Józef Spychalski - Marian Spychalski - Irena Sroczyńska - Roman Stachoń - Władysław Stachowiak - Artur Starewicz - Helena Stępień - Piotr Stolarek - Leszek Strycharski - Ryszard Strzelecki - Zdzisław Studziński - Stanisław Sulima - Czesław Sypniewski - Henryk Szafrański - Barbara Szambelan - Maciej Szczepański - Władysław Szczepański - Janina Szczerbaciuk - Franciszek Szczerbal - Wilhelm Szewczyk - Jerzy Sztachelski - Jan Szydlak - Tadeusz Szymański - Stanisława Świderska - Józef Tejchma - Stanisław Tomaszewski - Mieczysław Tomkowski - Witold Trąmpczyński - Mieczysław Trześniak - Marian Tuka - Wacław Tułodziecki - Marian Urbaniec - Józef Urbanowicz - Franciszek Wachowicz - Antoni Walaszek - Marian Walczak - Stanisław Walendowski - Helena Walicka - Jan Wasilkowski - Jan Wąsicki - Andrzej Werblan - Florian Wichłacz - Józef Wlekły - Stanisław Wroński - Stanisław Wróbel - Edward Wróblewski - Władysław Wróblewski - Wanda Zajfert - Zbigniew Załuski - Czesław Zapart - Antoni Zaradzki - Henryk Zieliński - Jerzy Ziętek - Józef Zuj - Wiktor Zyzik - Andrzej Żabiński |
| Klub Poselski Zjednoczonego Stronnictwa Ludowego | | | |
| | | | |
| - Krystyna Anasiewicz - Kazimierz Banach - Regina Bejma - Janusz Biernacki - Bronisław Bury - Władysław Cabaj - Kazimierz Cap - Stanisław Ceberek - Antoni Chudziński - Józef Cinal - Grzegorz Cwyl - Franciszek Dąbal - Konstanty Dąbrowski - Helena Dąbska - Franciszek Depa - Pelagia Dolata - Edward Duda - Dyzma Gałaj - Władysław Gałka - Władysław Gawlik - Franciszek Gesing - Franciszek Ginter - Zdzisław Gomoła - Stanisław Góra - Mieczysław Grad - Stanisław Gucwa - Maria Haase - Stefan Ignar - Tadeusz Ilczuk | - Wacław Jagodziński - Franciszek Jeziorski - Jan Kaczor - Jan Kleczaj - Tadeusz Kogut - Teofil Kolarz - Emil Kołodziej - Ignacy Konkolewski - Stefan Kopeć - Zygmunt Kopeć - Wacław Koral - Antoni Korzycki - Roch Kostrzewa - Józef Kot - Stanisław Kozioł - Regina Krasnodębska - Zbigniew Krzysztoforski - Janina Kubicka - Aleksander Kubicki - Stanisława Latała - Antoni Lewko - Maria Lipka - Bronisław Luty - Józef Łaciak - Ludwik Maceczek - Feliks Madaj - Tadeusz Makowski - Franciszek Malinowski - Tomasz Malinowski | - Feliks Marciniak - Mieczysław Marzec - Mieczysław Medeński - Franciszek Mleczko - Franciszek Murawski - Zygmunt Napora - Franciszek Niedźwiecki - Józef Noga - Aleksy Nowak - Józef Olszyński - Bronisław Owsianik - Józef Ozga-Michalski - Antoni Paszkowski - Joanna Patyra - Regina Pawlikowska - Stanisław Pieniak - Bolesław Podedworny - Michał Polnar - Stanisław Romanowski - Bernard Rośkiewicz - Zygmunt Rukściński - Bartłomiej Rusin - Jan Ryznar - Czesław Sadowski - Franciszek Sadurski - Aleksander Schmidt - Jerzy Siebielec - Tadeusz Sitek - Henryk Skrobisz | - Wacław Skulimowski - Stanisław Sochan - Feliks Starzec - Ludomir Stasiak - Hilary Sulski - Zygmunt Surowiec - Adolf Swarcewicz - Bronisław Szajna - Bronisław Szewczyk - Andrzej Szubar - Mieczysław Szymanek - Stanisław Szyndlar - Tadeusz Toczek - Zdzisław Tomal - Zofia Tomczyk - Władysław Trybus - Stanisław Turski - Stanisław Włodarczyk - Jan Wojciechowski - Stanisław Wójtowicz - Józef Wroniak - Wiktor Wróbel - Czesław Wycech - Józef Zajkowski - Aniela Zakrzewska - Maria Zaremba - Janina Zbruk - Wacław Żak - Mirosław Żurek |
| Klub Poselski Stronnictwa Demokratycznego | | | |
| | | | |
| - Andrzej Benesz - Andrzej Chabin - Józef Ciupiński - Józef Czapski - Alojzy Czarnecki - Zbigniew Dydek - Michał Grendys - Jan Grzbiela - Stanisław Jodłowski - Roman Kaczmarek | - Otylia Kokocińska - Edward Kowalczyk - Barbara Koziej-Żukowa - Wacław Kozubski - Eugenia Krassowska-Jodłowska - Stanisław Kulczyński - Tadeusz Kwaśniewski - Edward Kwiatkowski - Witold Lassota - Włodzimierz Lechowicz | - Maria Lorentz - Krystyna Marszałek-Młyńczyk - Tadeusz Młyńczak - Wacław Mońka - Zygmunt Moskwa - Antoni Mrowiec - Edmund Nikowski - Stanisław Ochab - Anna Poniatowska - Czesław Rachel | - Aleksander Rozmiarek - Tadeusz Stadniczeńko - Rudolf Szura - Mieczysław Trętowski - Edmund Ujma - Jan Wende - Tadeusz Wiśniewski - Władysław Wiśniowski - Józef Wojtala |
| Koło Poselskie PAX | | | |
| | | | |
| - Jerzy Hagmajer - Witold Jankowski | - Marek Kabat | - Zenon Komender | - Bolesław Piasecki |
| Koło Posłów Znak | | | |
| | | | |
| - Konstanty Łubieński - Tadeusz Mazowiecki | - Tadeusz Myślik | - Stanisław Stomma | - Janusz Zabłocki |
| Koło Posłów Chrześcijańskiego Stowarzyszenia Społecznego | | | |
| | | | |
| - Zygmunt Filipowicz | - Janusz Makowski | | |
| Posłowie bezpartyjni | | | |
| | | | |
| - Lucyna Adamowicz - Maria Arciszewska - Mieczysław Arkuszyński - Eugenia Błajszczak - Krystyna Błaszyk - Stanisław Dębowski - Barbara Dowmanowicz - Kazimierz Dudulski - Jan Frankowski - Barbara Gruszkiewicz | - Henryka Gwiazda-Pietrasz - Jarosław Iwaszkiewicz - Bronisław Juźków - Adam Kasprzyk - Józef Kępiński - Mieczysław Klimaszewski - Halina Koźniewska - Alicja Kuberska - Leon Kunys - Kamila Kurowska | - Leon Lendzion - Janusz Lutomski - Zofia Łęgowik - Edmund Osmańczyk - Pelagia Pająk - Zofia Paryżak - Stanisław Pawłowski - Alfred Przydatek - Urszula Rembisz - Wiktoria Różańska | - Teresa Rzepecka - Wiesław Sadowski - Józef Sawajner - Halina Skibniewska - Janusz Staliński - Fryderyk Warzecha - Jerzy Werner |

### Posłowie, których mandat wygasł w trakcie V kadencji (8 posłów)
| Poseł               | Poseł                     | Data wygaśnięcia mandatu | Przyczyna                    | Następca                     | Następca       |
| ------------------- | ------------------------- | ------------------------ | ---------------------------- | ---------------------------- | -------------- |
|                     | Julian Horodecki          | 27 września 1969(dts)    | śmierć                       |                              | Walenty Pecyna |
|                     | Stefan Serwicki           | 10 marca 1970(dts)       | śmierć                       | Stanisław Kulba              |                |
| Marta Malcharek     | 15 kwietnia 1970(dts)     | zrzeczenie się mandatu   | Wiesław Onysk                |                              |                |
| Franciszek Waniołka | 16 kwietnia 1971(dts)     | śmierć                   | Maria Kasperek               |                              |                |
| Jan Gerhard         | 20 sierpnia 1971(dts)     | śmierć                   | Alina Kołodziejczyk          |                              |                |
| Grzegorz Korczyński | 22 października 1971(dts) | śmierć                   | Stanisława Kirsch            |                              |                |
| Bolesław Rumiński   | 26 października 1971(dts) | śmierć                   |                              | mandat pozostał nieobsadzony |                |
| Zbigniew Skolicki   | 28 listopada 1971(dts)    | śmierć                   | mandat pozostał nieobsadzony |                              |                |